# Festival du bout du monde
Pour les articles homonymes, voir bout du monde.
 (juin 2017).
 (juin 2017).
Le Festival du bout du monde (surnommé « le Boudu ») est un festival de musiques métissées / musiques du monde se déroulant le premier week-end d'août en presqu'île de Crozon dans le Finistère en Bretagne.
Né en 2000, grâce à l'implication d'acteurs locaux, le festival d'une capacité volontairement limitée, accueille 60 000 personnes en 3 jours, sur la prairie de Landaoudec. Il est devenu un rendez-vous des musiques du monde en France.
La programmation musicale propose des artistes reconnus et en devenir. Environ 35 formations musicales du monde se succèdent sur l'une des trois scènes du festival.
Le festival se démarque par une ambiance chaleureuse et familiale, la beauté du site au cœur du parc naturel régional d'Armorique (proche de l'océan et du parc naturel marin d'Iroise), et sa qualité d'accueil: camping et parking gratuits, village des cuisines du monde, espace enfants, dispositifs de transports en commun, ...
La 23e édition (2023) du festival a programmé :  Franz Ferdinand, ainsi que Les Négresses Vertes, Tiken Jah Fakoly, Oumou Sangaré, Petit Biscuit, Louise Attaque[réf. souhaitée]...

## Présentation

### Fonctionnement

#### Bénévolat

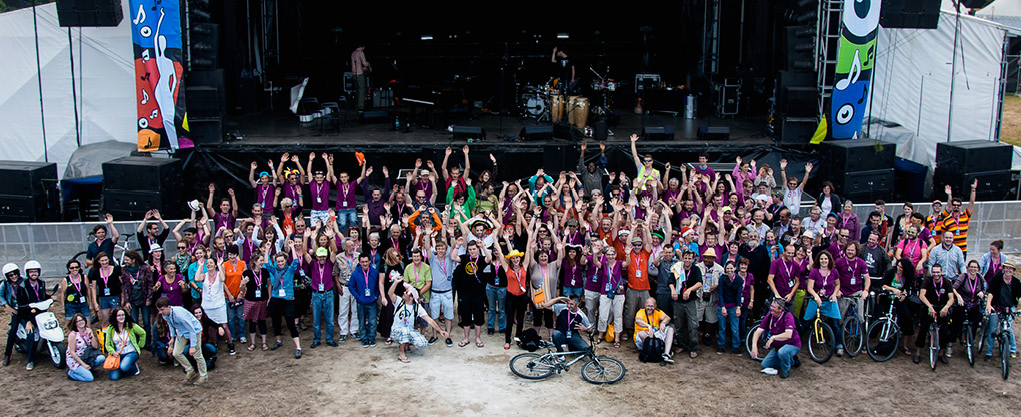
Les bénévoles de l'édition 2015.

Créé, dès le début, grâce à l'implication des associations locales, le festival s'appuie sur 80 associations et environ 1 700 bénévoles, encadrés par les 120 membres de l'équipe organisatrice,.

#### Financement
En 2014, le Festival du bout du monde, avec un budget de près de deux millions d'euros, s'autofinance à plus de 98 % (via les recettes de billetterie, des buvettes et des partenariats privés). Les subventions des collectivités représentent 1,5 % du budget.

#### Le site
Le festival se déroule sur un site de 70 hectares situé dans le bocage de la presqu'île de Crozon, à quelques centaines de mètres de l'océan. Le lieu-dit Landaoudec est un ancien lieu mégalithique remarquable de Bretagne, dont il reste aujourd'hui moins d'une vingtaine de pierres sur plus de 300 à l'origine. Le fort de Landaoudec est construit entre 1885 et 1887 pour défendre l'accès terrestre aux fortifications de la presqu'île de Crozon protégeant la rade de Brest. Ce fort, racheté par la communauté de communes de la Presqu'île de Crozon, est rénové en 2010 et utilisé chaque été comme quartier général par l'organisation du festival du bout du monde,.

#### Les espaces scéniques
Depuis 2004, le festival dispose de trois scènes. Les artistes se produisent sur la scène principale pour des concerts d'une durée d'environ une heure quinze, entrecoupés par deux concerts simultanés d'environ quarante minutes sur les deux plus petites scènes (où les artistes se produisent deux fois dans la journée).
- la scène Landaoudec : La plus grande scène du festival est nommée ainsi en 2006[10]. Landaoudec est le nom de la prairie dans laquelle se déroule le festival[11].
- le Cabaret de Seb'' : Présent dès la première édition en 2000 sous le nom de Chapiteau Cabaret, il est renommé Chapiteau de Seb' en 2014, puis Cabaret de Seb, en hommage à Sébastien Panou, cofondateur du festival, décédé quelques semaines plus tôt[12].
- la scène François Kermarrec : La troisième scène, ajoutée en 2004, porte d'abord le nom de Scène Découverte. En 2006, elle est renommée François Kermarrec, en hommage au responsable de la régie électrique, décédé trois semaines auparavant[10].

#### Développement durable
D'une approche sociale et écologique, le Festival du bout du monde utilise exclusivement des gobelets consignés et réutilisables dès 2007: première française à cette échelle.
En 2008, le festival intègre les toilettes sèches sur son site.

### Divers
En raison de la proximité de l'Ile Longue, principale base de la force nucléaire militaire en France, Greenpeace a mis en place des happenings lors des éditions 2005 et 2006 du festival[réf. nécessaire], l'organisation ne souhaitant pas accueillir leur stand sur le site du festival. En effet, le festival souhaite rester apolitique, et continuer à se concentrer sur ses objectifs, en proposant des choix artistiques poussés, riches et de qualité[réf. souhaitée].

## Historique

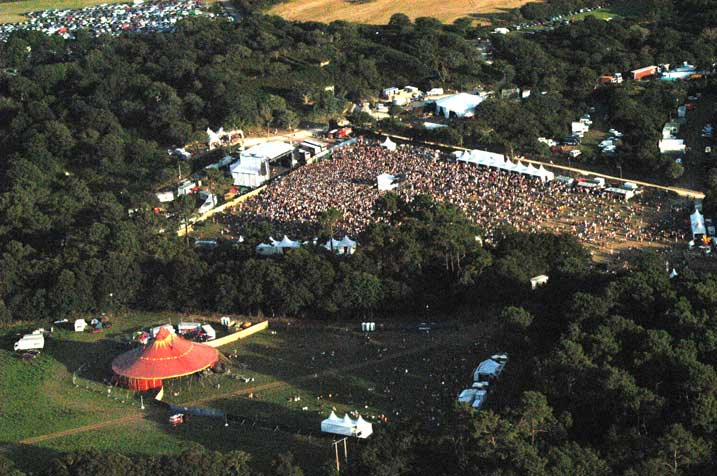
Vue aérienne de l'édition 2006.

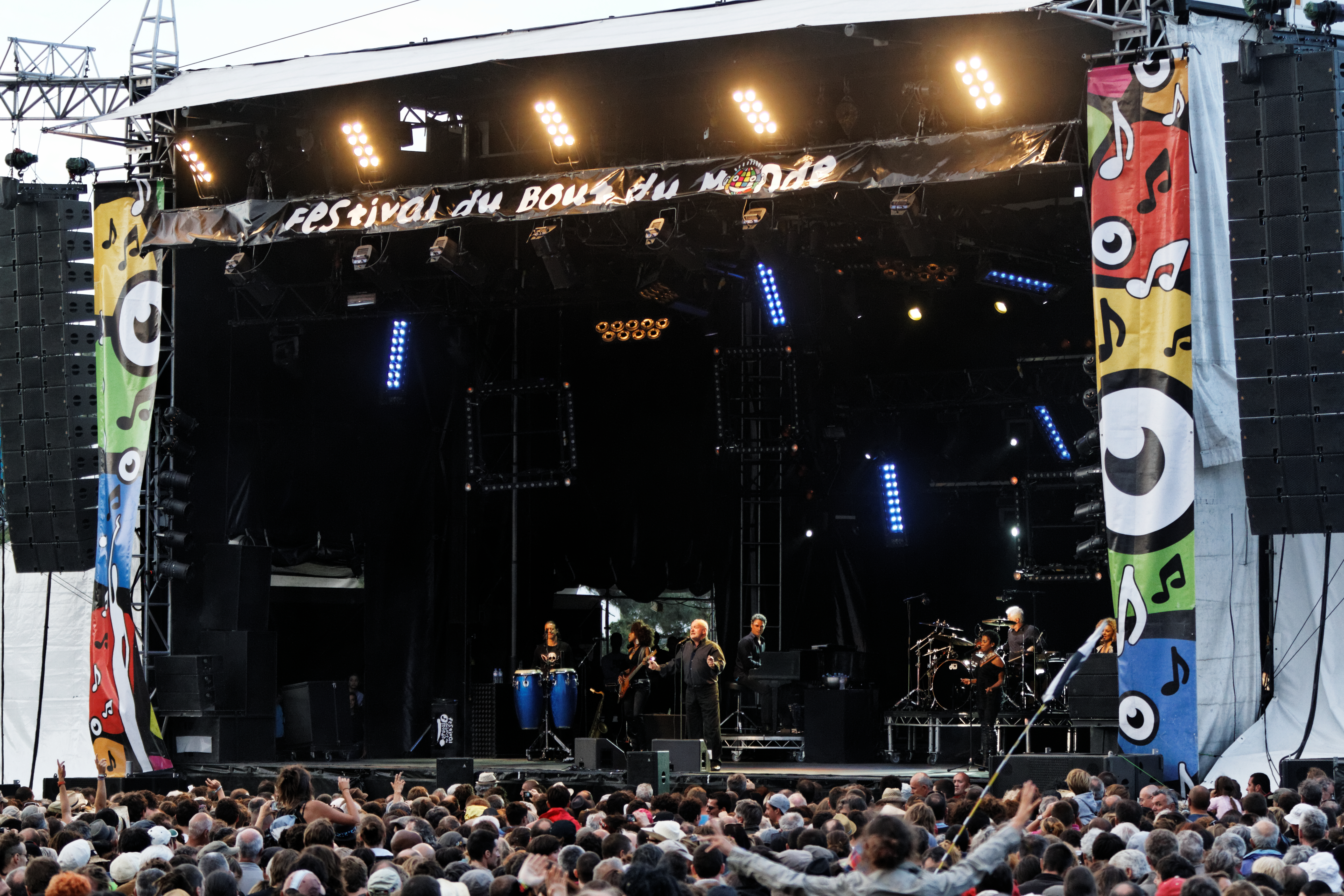
Joe Cocker lors de l'édition 2013.

### Les débuts du festival
En 1999, les élus de la communauté de communes de Crozon font appel à l’agence Quai-Ouest Musiques de Brest (organisatrice des Mardis de Morgat depuis 1996) pour organiser une grande fête estivale de passage en 2000. Jacques Guérin et ses associés proposent un festival de musiques du monde. Ce rassemblement d’artistes en provenance du monde entier doit se dérouler au mois d’août, en raison des nombreuses festivités déjà prévues dans le Finistère en juillet 2000 (fêtes maritimes de Brest et Douarnenez, festival des Vieilles Charrues). Le festival du bout du monde a vocation à devenir bisannuel en cas de succès. Il doit avoir lieu au cœur de la presqu’île de Crozon, autour du fort de Landaoudec, récemment acheté par la communauté de communes.
La première édition du festival du bout du monde se déroule sur deux jours, du 12 au 13 août 2000, avec deux scènes réparties sur un site de 19 hectares. Une vingtaine de formations musicales issues de Bretagne, d’Europe, d’Afrique, d’Asie et d’Amérique latine partagent l’affiche, dont Johnny Clegg, Alan Stivell et Idir. Bien que la prairie puisse accueillir 80 000 personnes, les responsables du festival décident, dès le départ, de limiter le nombre de festivaliers de manière à conserver « une ambiance conviviale ».
Le festival est reconduit en 2001, grâce au succès de la première édition ayant rassemblé environ 17 000 festivaliers.
En 2003, une troisième soirée est organisée le lundi, Manu Chao ayant proposé de venir se produire après un concert dans le Larzac.
En 2004, une troisième scène est mise en place.

### Festival sur trois jours
En 2005, le festival passe à trois jours, avec une jauge limitée à 57 000 personnes, « afin d'assurer une bonne respiration et garantir une qualité d'accueil optimale ».
En 2009, pour les 10 ans du festival, les dates changent : le festival a lieu le 1er weekend d'août (31 juillet, 1er et 2 août).
L'édition 2013 accueille un orchestre symphonique dans le cadre d'une création entre Ray Lema et l'Orchestre Symphonique Universitaire de Brest.
L'édition 2014 affiche complet avant le début des festivités. Le nombre d'entrées est à nouveau limité à 20 000 personnes par jour.
Le festival 2016 a lieu du vendredi 5 au dimanche 7 août et affiche complet dès le mois de juin avec une jauge limitée à 20 000 festivaliers par jour. À la suite de l'actualité terroriste en France, la sécurité a été renforcée : des bénévoles, quatre entreprises de sécurité, plus de 150 gendarmes dont des hommes de l'Opération Sentinelle ont été mobilisés. Cette 17e édition du festival a été endeuillée par le décès d'un campeur de 34 ans.
En 2017 la création Gangbé Breizh Band : le Gangbé Brass Band et le bagad de Plomodiern.

### Pandémie de coronavirus
L'édition 2020, initialement prévue du 31 juillet au 2 août, est finalement annulée fin avril, par l'organisation, en raison de la pandémie de coronavirus. Les principales formations annoncées pour cette édition étaient : Alain Souchon, accompagné par le bagad de Lann-Bihoué, Ben Harper & The Innocent Criminals, Jamie Cullum, Fatoumata Diawara.
Les pertes en termes de retombées économiques pour la presqu’île de Crozon sont estimées à plus de 290 000 €, dont 63 000 € qui n'ont pas pu être reversés aux 70 associations habituelles.

### Fréquentation
| 2000   | 2001   | 2002   | 2003   | 2004   | 2005   | 2006   | 2007   | 2008   | 2009   |
| ------ | ------ | ------ | ------ | ------ | ------ | ------ | ------ | ------ | ------ |
| 17 000 | 25 000 | 32 000 | 60 000 | 42 000 | 57 000 | 57 000 | 60 000 | 60 000 | 60 000 |

| 2010   | 2011   | 2012   | 2013   | 2014   | 2015   | 2016   | 2017   | 2018   | 2019   |
| ------ | ------ | ------ | ------ | ------ | ------ | ------ | ------ | ------ | ------ |
| 60 000 | 60 000 | 60 000 | 60 000 | 60 000 | 60 000 | 60 000 | 60 000 | 60 000 | 60 000 |

| 2020            | 2021   | 2022   | 2023   | - | - | - | - | - | - |
| --------------- | ------ | ------ | ------ | - | - | - | - | - | - |
| Edition annulée | 16 216 | 60 000 | 60 000 | - | - | - | - | - | - |

## Programmation du festival
La 23e édition du festival (2023), a lieu du vendredi 4 août au dimanche 6 août : Franz Ferdinand, Les Négresses Vertes, Tiken Jah Fakoly, Oumou Sangaré, Petit Biscuit, Louise Attaque...

## Agence Quai Ouest Musiques
Le Festival du bout du monde est organisé et produit par l’agence Quai Ouest Musiques, qui organise, depuis 1994, des concerts en Bretagne. La société gère la programmation musicale des Jeudis du port, les Mardis de Morgat, des Fêtes maritimes de Brest (1992, 1996, 2000, 2012, 2016, 2020) et apporte son aide à d'autres festivals comme le Chant de marin de Paimpol et le Festival de Buguélès.